# Longman (éditeur)
Pour les articles homonymes, voir Longman.
 Longman ou Pearson Longman, est une maison d'édition britannique fondée en 1724, spécialisée dans les ouvrages didactiques de références, et appartenant au groupe Pearson depuis 1968.

## Histoire

### Les débuts
La maison Longman est établie à Londres par Thomas Longman (1699-1755), originaire de Bristol, et qui avait été apprenti quelques années plus tôt chez un libraire de la capitale, John Osborn, et dont il avait épousé la fille. En août 1724, Thomas Longman rachète le fonds de William Taylor, le premier éditeur de Robinson Crusoé, roman célèbre de Daniel Defoe, pour la somme de 2 282 livres sterling. Thomas Longman s'installe dans les anciens locaux de Taylor, établis sur Paternoster Row, aux enseignes du Cygne noir (Black Swann) et du Navire (Ship). En 1726, il devient l'éditeur de la Cyclopaedia d'Ephraïm Chambers, qui sera l'une des premières sources de l’Encyclopédie de Diderot et d'Alembert. À partir de 1746, il est l'un des six éditeurs qui publient en société le Dictionary of the English Language de Samuel Johnson,.

### Deuxième et troisième générations
En 1754, le fondateur prend comme principal associé son neveu, Thomas Longman II (1730–1797), qui devient seul propriétaire l'année suivante. Celui-ci développe son commerce à l'étranger, dans les colonies de l'Empire britannique. Son fils aîné, Thomas Norton Longman (en) (1771–1842), prend la suite en 1797. Il acquiert les droits de l'ouvrage English Grammar (« Grammaire anglaise ») de Lindley Murray en 1799, qu'il vend à plus de 50 000 exemplaires. L'année suivante, il signe avec une institutrice, Richmal Mangnall (en), Historical and Miscellaneous Questions for the Use of Young People, un ouvrage d'histoire destiné à la jeunesse, qui connaît un grand succès et plusieurs rééditions jusqu'en 1857. Thomas Norton Longman signe également avec Robert Southey, William Wordsworth, Samuel Taylor Coleridge, Walter Scott, entre autres. Il devient à partir de 1802, l'agent-dépositaire de la Edinburgh Review, qu'il finit par racheter en 1826, et se lance dans l'édition de la Cyclopædia d'Abraham Rees également à partir de 1802, qui comprendra 39 volumes. En pleine expansion, il fait entrer en 1804 deux nouveaux associés, Edward Orme et Thomas Hurst, la raison sociale devenant « Longman, Orme & Hurst ». En 1823, la marque change pour devenir « Longman, Hurst, Rees, Orme, Brown & Green », indiquant l'entrée de trois nouveaux associés. En 1829, la maison édite la Cabinet Encyclopaedia de Dionysius Lardner et en 1832, le Commercial Dictionary de John Ramsay McCulloch,.

### Quatrième et cinquième générations
Thomas Norton Longman meurt le 29 août 1842, laissant la direction à ses deux fils, Thomas Longman III (1804–1879) et William Longman (1813–1877), le siège londonien étant toujours sur Paternoster Row. Leur premier grand succès est un ouvrage de Thomas Babington Macaulay, Lais de la Rome Antique (Lays of Ancient Rome) publié en 1842. Cet auteur produit ensuite The History of England from the Accession of James the Second qui s'écoule à plus de 40 000 exemplaires en quelques années. Entre 1844 et 1846, l'éditeur publie The Pencil of Nature de William Henry Fox Talbot, le premier livre publié dans le commerce illustré de photographies.
Les deux frères Longman acquierent une belle réputation d'éditeur avisés et de qualité. En 1863, associé à W. E. Green, Longman rachète le fonds de l'éditeur John William Parker, l'éditeur du Fraser's Magazine, de John Stuart Mill et de James Anthony Froude, la marque devient « Longmans, Green, Reader and Dyer ». En 1880, la direction est reprise par le fils de Thomas III, Thomas Norton Longman II,. En 1890, Longman rachète le fonds prestigieux de la maison Rivington, fondée en 1711. Dans les années 1880, l'éditeur investie sensiblement le marché du livre éducatif, scolaire et universitaire, grâce à John William Allen (1865-1944), un professeur d'histoire, qui finit par devenir associé en 1918,.

### Depuis 1940
Les locaux historiques de Paternoster Row ainsi qu'une partie des archives et des stocks sont détruits en 1940 lors du Blitz. Longman réussit à maintenir son activité, et en 1948, devient une société anonyme par actions. En 1968, le groupe Pearson prend une majorité des parts. Mark Longman, dernier descendant du fondateur et patron de la maison, meurt en 1972. La marque est depuis 1969 simplement Longman (sans « s »).
Restructurée dans les années 1980-1990, Longman demeure une marque imprint du groupe Pearson, leader de la branche English Language Teaching (ELT), avec des ouvrages devenus des classiques comme le Longman Dictionary et le manuel Revised Latin Primer de Benjamin Hall Kennedy, édité depuis 1888.